# Dragotin Cvetko
Dragotin Cvetko (Vucja Vas, 19 settembre 1911 – Lubiana, 3 settembre 1993) è stato un musicologo sloveno.
Studiò musica al Conservatorio e all'Università di Lubiana, dove nel 1938 ricevette il dottorato per l'insegnamento musicale; successivamente continuò i propri studi di perfezionamento presso il Conservatorio di Praga. Insegnò all'Accademia di Lubiana dal 1938 al 1943 e dal 1945 al 1962. In quest'ultimo anno fondò il dipartimento di musicologia all'Università di Lubiana, dove divenne professore. Dal 1970 al 1972 fu decano delle facoltà d'arti. Egli fu membro dell'Accademia slovena delle scienze e delle arti, nonché editore della Muzikološki zbornik (Varia Musicologia, una pubblicazione annuale professionale di musicologia). Nel 1972 venne insignito del Premio Herder.
Cvetko inizialmente s'interessò principalmente dell'insegnamento musicale, ma successivamente si rivolse verso la musicologia e acquisì importanza per i propri studi sulla storia della musica slovena, rivolti in particolare verso i compositori sloveni del rinascimento e del barocco, tra i quali Jacobus Gallus, Gabriel Plautzius, Joannes Baptista Dolar e Jurij Knez. Le sue pubblicazioni organizzano con successo informazioni dettagliate sulle diverse personalità ed istituzioni costituenti la storia della musica slovena, la quale viene presentata nell'ambito dei suoi contesti culturali e politici storici. Egli sosteneva che nell'ottica di comprendere pienamente lo sviluppo della cultura musicale europea fosse necessario non solo seguire le correnti principali, ma anche comprendere l'attività musicale dei centri periferici. Egli s'interessò inoltre della vita musicale dell'Europa centro-orientale durante il periodo rinascimentale e barocco.

## Opere
- Problem obcega muzikalnega vzgajanja ter izobraževanja (dissertazione, Università di Lubiana, 1938)
- Risto Savin: osebnost in delo (Lubiana, 1949)
- Davorin Jenko i njegovo doba (Belgrado, 1955; traduzione slovena: 1955)
- The Problem of National Style in South Slavonic Music, in Slavonic and East European Review, vol. XXXIV, pp. 1–9 (1955)
- J.B. Novak, ein slowenischer Anhänger Mozarts (Vienna, 1956)
- Mozarts Einfluss auf die slowenische Tonkunst zur Zeit der Klassik, pp. 200–6 (1956)
- The Renaissance in Slovene Music, in Slavonic and East European Review, pp. 27–36 (1957)
- Zgodovina glasbene umetnosti na Slovenskem (Lubiana, 1958-60)
- Les formes et les résultats des efforts musicologiques yougoslaves, pp. 50–62 (1959)
- Academia philharmonicorum labacensis (Lubiana, (1962)
- Jacobus Gallus Carniolus (Lubiana, 1965)
- La musique slovène du XVIe au XVIIIe siècle, in Musica antiqua Europae orientalis, pp. 164–200 (Toruń, 1966)
- “Il Tamerlano” di Giuseppe Clemente Bonomi, in Essays Presented to Egon Wellesz, pp. 108–14 (Oxford, 1966)
- Histoire de la musique slovène (Maribor, 1967)
- South Slav Music in the History of European Music, pp. 26–39 (Lubiana, 1967)
- Jacobus Gallus: sein Leben und Werk (Monaco, 1972)
- Aus H. Scherchens und K.A. Hartmanns Korrespondenz an S. Osterc, in Musicae scientiae collectanea: Festschrift Karl Gustav Fellerer zum siebzigsten Geburtstag, pp. 70–77 (Colonia, 1973)
- Zum Problem der Wertung der neuen Musik, in International Review of the Aesthetics and Sociology of Music, vol. IV, pp. 5–16 (1973)
- Musikgeschichte der Südslawen (Kassel, 1975)
- Probleme und Leistungen der slowenischen Musikwissenschaft, in International Review of the Aesthetics and Sociology of Music, vol. VII, pp. 89–102 (1976)
- Concepts of Music History in East and West, in International Review of the Aesthetics and Sociology of Music, vol. II, pp. 256–64 (Berkeley, 1977)
- The Present Relationship between the Historiography of Music in Eastern and Western Europe, in International Review of the Aesthetics and Sociology of Music, vol. IX, pp. 151–60 (1978)
- Die Rolle der Musik bei dem Adel im Herzogentum Krain im 17. und zu Beginn des 18. Jahrhunderts, in IMSCR XIII, vol. III, pp. 533–41 (Strasburgo, 1982)
- Die Romantische Oper bei den Südslawen und ihre Eingliederung in den europäischen geschichtlichen Rahmen, in Sborník prací FF brněnské univerzity, H19, pp. 119–26 (1984)
- Wechelseitige Beziehungen zwischen Musik und Gesellschaft, in MZ, vol. XXI, pp. 5–15 (1985)
- Anton Lajovic (Lubiana, 1987)
- Notes sur la transplantation de la tradition musicale populaire et artistique, des Slaves du Sud, in International Review of the Aesthetics and Sociology of Music, vol. XI, pp. 93–101 (1988)
- Gojmir Krek (Lubiana, 1988)
- Slovenska glasba v evropskem prostoru (Lubiana, 1991)
- ulturne razmere v prostoru Alpe-Jadran od poznega 16. do zgodnjega 18. stoletja, in Muzikološke razprave, pp. 57–68 (Lubiana, 1993)